# Bei Taouress
Bei Taouress est une commune de Mauritanie située dans le département de Mederdra de la région de Trarza.